# Championnat d'Europe masculin de rink hockey 1957
Navigation
Championnat d'Europe masculin 1956 Championnat d'Europe masculin 1959
Le Championnat d'Europe de rink hockey masculin 1957 est la 23e édition de la compétition organisée par le Comité européen de rink hockey et réunissant les meilleures nations européennes. Cette édition a lieu à Barcelone, en Espagne.
L'équipe d'Espagne remporte pour la première fois le titre européen de rink hockey.

## Participants
Six équipes prennent part à cette compétition.
- Allemagne
- Angleterre
- Espagne
- Italie
- Portugal
- Suisse

## Résultats
| Rang | Équipe     | Pts | J | G | N | P | Bp | Bc | Diff |  | Résultats  |  |     |     |     |     |     |
| ---- | ---------- | --- | - | - | - | - | -- | -- | ---- |  | ---------- |  | --- | --- | --- | --- | --- |
| 1    | Espagne    | 9   | 5 | 4 | 1 | 0 | 15 | 5  | +10  |  | Espagne    |  | 1-1 | 5-1 | 4-2 | 1-0 | 4-1 |
| 2    | Portugal   | 7   | 5 | 3 | 1 | 1 | 20 | 9  | +11  |  | Portugal   |  |     | 1-4 | 8-2 | 3-1 | 7-1 |
| 3    | Italie     | 7   | 5 | 3 | 1 | 1 | 15 | 11 | +4   |  | Italie     |  |     |     | 3-1 | 1-1 | 6-3 |
| 4    | Angleterre | 4   | 5 | 2 | 0 | 3 | 18 | 18 | 0    |  | Angleterre |  |     |     |     | 8-2 | 5-1 |
| 5    | Allemagne  | 3   | 5 | 1 | 1 | 3 | 8  | 16 | -8   |  | Allemagne  |  |     |     |     |     | 4-3 |
| 6    | Suisse     | 0   | 5 | 0 | 0 | 5 | 9  | 26 | -17  |  | Suisse     |  |     |     |     |     |     |